# Jon Vitti
Jon Vitti je americký scenárista, známý především díky své práci na televizním seriálu Simpsonovi. Psal také pro seriály Tatík Hill a spol., Kritik a Kancl a působil jako scenárista nebo konzultant u několika animovaných i hraných filmů, například Doba ledová (2002), Roboti (2005) a Horton (2008). Je jedním z jedenácti scenáristů Simpsonových ve filmu a napsal také scénáře k filmům Alvin a Chipmunkové a Angry Birds ve filmu.

## Kariéra
Vitti je absolventem Harvardovy univerzity, kde psal pro časopis Harvard Lampoon a byl jeho prezidentem spolu s Mikem Reissem. Během studia na Harvardu si byl také velmi blízký s Conanem O'Brienem. Před nástupem do Simpsonových krátce působil v Saturday Night Live a svou zkušenost v komentáři na DVD popsal jako „velmi nešťastný rok“. Po odchodu ze scenáristického týmu Simpsonových ve 4. řadě psal Vitti pro seriál HBO The Larry Sanders Show. Od 7. série byl také scenáristou seriálu Kancl. 
Vitti používal také pseudonym Penny Wise, a to v dílech Simpsonových Tentokrát o lásce a Slavnostní epizoda, protože nechtěl být připisován za scénář klipového pořadu, jak se vyjadřuje v komentářích k DVD Simpsonových. 
Ve 4. sérii Simpsonových v dílu Nastrčená osoba je Jon Vitti karikován jako absolvent Harvardu, kterého vyhodí ze studia I&S za psaní průměrných epizod a jeho šéf Roger Meyers ho praští po hlavě jmenovkou. 

## Osobní život
Vittiho manželka Ann je sestrou jeho kolegy, scenáristy Simpsonových George Meyera. Vitti je vzdáleným příbuzným trenéra Los Angeles Lakers Garyho Vittiho, oceňovaného spisovatele Jima Vittiho a herce Michaela Danteho (umělecké jméno Ralph Vitti).

## Scenáristická filmografie

### DílySimpsonových
1. řada
- Malý génius
- Světák Homer
- Kyselé hrozny sladké Francie (s Georgem Meyerem, Samem Simonem a Johnem Swartzwelderem)

2. řada
- Homerova dobrá víla
- Spasitel trapitel
- Lízin let do nebe

3. řada
- Zkáza domu Flandersů
- Jak Burns prodával elektrárnu
- Rádio Bart
- Bart milencem
- Černý vdovec

4. řada
- Speciální čarodějnický díl (s Alem Jeanem, Mikem Reissem, Jayem Kogenem, Wallacem Wolodarskym a Samem Simonem)
- Pan Pluhař
- Velký bratr
- Tak takhle to dopadlo

5. řada
- Mys hrůzy

6. řada
- Tentokrát o lásce

7. řada
- Domove, sladký domove
- Slavnostní epizoda

13. řada
- Stařec a hoře
- Homerova zelená medicínka
- Malá vysokoškolačka

15. řada
- Marge versus Svobodní, důchodci, bezdětné páry, mládež a gayové
- Super Simpson

16. řada
- Noci s nepřítelem

### DílyThe Larry Sanders Show
4. řada
- Jeannie's Visit
- Hank's Sex Tape
- Larry's Sitcom (s Johnem Riggim)

5. řada
- Everybody Loves Larry
- Make a Wish

### DílyKritika
1. řada
- Dr Jay

2. řada
- Siskel & Ebert & Jay & Alice
- I Can't Believe It's a Clip Show

### DílyTatíka Hilla a spol.
3. řada
- Jon Vitti Presents: 'Return To La Grunta'
- Dog Dale Afternoon

4. řada
- Rodeo Days
- Hank's Bad Hair Day

5. řada
- Hank's Choice

### Díly Kanclu
7. řada
- Viewing Party
- Garage Sale

## Filmy
- Doba ledová (2002) (konzultant příběhu)
- Roboti (2005) (konzultant)
- Simpsonovi ve filmu (2007) (scenárista)
- Alvin a Chipmunkové (2007) (scenárista)
- Horton (2008) (konzultant příběhu)
- Alvin a Chipmunkové 2 (2009) (scenárista)
- Angry Birds ve filmu (2016) (scenárista)